# Union 13

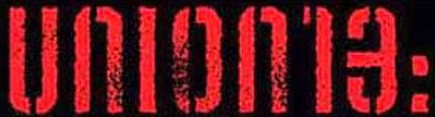
Logo

Gli Union 13 sono un gruppo hardcore punk statunitense di Boyle Heights formatosi nel 1992.
La band, che compone testi in inglese e spagnolo, ha pubblicato quattro album di studio, di cui tre su Epitaph Records.

## Formazione

### Formazione attuale
- Edward Escoto - voce,
- Edgar Jaramillo - basso
- Cassie Jalilie - batteria
- Eddie Carasco - chitarra

### Ex componenti
- Jerry Navarro - basso
- Ben Sandoval - chitarra

## Discografia

### Album in studio
- 1997 -  East Los Presents...
- 1998 - Why Are We Destroying Ourselves?
- 2000 - Youth, Betrayal and the Awakening
- 2003 - Symptoms of Humanity